# Senven-Léhart
Senven-Léhart (tiếng Breton: Senven-Lehard) là một xã của tỉnh Côtes-d’Armor, thuộc vùng Bretagne, tây bắc Pháp.

## Dân số
Người dân ở Senven-Léhart được gọi là Senvennois.